# Pseudoeurycea unguidentis
Pseudoeurycea unguidentis är en groddjursart som först beskrevs av Taylor 1941.  Pseudoeurycea unguidentis ingår i släktet Pseudoeurycea och familjen lunglösa salamandrar. IUCN kategoriserar arten globalt som akut hotad. Inga underarter finns listade i Catalogue of Life.